# Caledon Shipbuilding & Engineering Company
Das Schiffbauunternehmen Caledon Shipbuilding & Engineering Company hatte seinen Sitz in Dundee an der Ostküste Schottlands. Die Werft wurde vor allem durch den Bau von hochwertigen Frachtschiffen für Linienreedereien bekannt.

## Geschichte

### Anfangsjahre
Die 1866 gegründete Caledon-Werft wurde nach ihrem ersten Auftraggeber, dem Earl of Caledon benannt. Im Jahr 1896 wird die Werft zur Aktiengesellschaft The Caledon Shipbuilding & Engineering Co., an der die Stahlgroßhandlung Brown and Tawse Ltd große Anteile hält. Es wird umgehend mit dem Bau von Linien-Frachtdampfern begonnen, darunter auch die Californian, welche zwar nur zwölf Seemeilen von der sinkenden Titanic entfernt war, ihr aber nicht zur Hilfe kam. Caledon baute aber auch andere Dampfschiffe, Fischereischutzschiffe, Tanker und Kühlschiffe. Etwas später wurden auch Passagierdampfer erstellt.

### Weltkriege und Depression
Während des Ersten Weltkriegs wurde neben dem regulär weitergeführten Frachtschiffsbau eine ganze Reihe von Standard-Frachtschiffstypen im Auftrag der Regierung gefertigt. Im Einzelnen waren das zwei Standard-„A“-Typen, drei „D“-Typen und sechs Standard-„C7“-Küstenfrachter. Zum Ende des Krieges zog die Werft an einen neuen größeren Standort, dem Stannergate Yard östlich der alten Caledon-Werft.
In den 1920er Jahren übernimmt die Reederei Alfred Holt and Company, der auch die Blue Funnel Line gehört, 41 % der Unternehmensanteile, was dazu führt, dass sich die Werft stärker auf den Bau von Linienfrachtschiffen konzentriert, von denen sie schon 35 für die Blue Funnel Liniendienste und noch weitaus mehr für andere Reedereien gebaut hat. Es werden aber weiterhin Tanker, Küstenfrachter und Fährschiffe erstellt.
Die Weltwirtschaftskrise der 1930er Jahre sorgte über ein halbes Jahrzehnt dafür, dass die Neubauhellinge leer blieben. Nur das Dock- und Reparaturgeschäft, hauptsächlich im Dundee-Harbour-Trust-Trockendock, konnte erhalten werden. Erst 1936 füllten erste Neubauaufträge über einen Schlepper, einen Weintanker und sieben andere Schiffe wieder das Orderbuch. Es folgten weitere Aufträge über Trampschiffe, Colliers und Zuckerfrachter.
Im Zweiten Weltkrieg baute die Caledon-Werft Fregatten, Korvetten, sieben Standard-„B“-Trampschiffe, vier Standard Fast Cargo Liner, drei Flottentanker neben anderen Zivilaufträgen. Außerdem wurden über tausend Schiffe, darunter zahlreiche Zerstörer und U-Boote, repariert.

### Nachkriegszeit
Ab 1948 wurden öffentliche Aktien ausgegeben.
In den 1950er Jahren konzentrierte man sich zunehmend auf den Bau von Kombischiffen, von denen man 54 Einheiten zwischen 1946 und 1970 herstellte. Daneben gehörten aber weiterhin Tanker und kleinere Fahrzeuge, wie Tonnenleger, Küstendampfer und Binnenschiffe zum Bauprogramm der Werft.
Um vor dem Hintergrund des veränderten Schiffbaumarktes der 1960er Jahre zu überleben, verbreiterte die Werft mit etwa 1500 Beschäftigten ihr Programm wieder, zum Beispiel um Schlepper, Fähren und Ölentsorgungsfahrzeuge.
1965 wurde der Hauptanteilseigner, die Alfred Holt Gruppe in das Unternehmen Ocean transport and Trading Co. eingegliedert, die die Caledon-Werft 1968 an Henry Robb Ltd aus Leith veräußerte. Das Schiffbauunternehmen erhielt den Namen Robb Caledon Shipbuilders Ltd. und stellte ab Ende der 1960er Jahre eine Reihe von RoRo-Fähren, sowie Chemikalientanker und Kabelleger her.
Ab 1973 stellte Robb Caledon in Dundee drei Neubauten des erfolgreichen Schiffstyps SD-14 in Lizenz der Sunderlander Werft Austin & Pickersgill (A&P) her. Da für den von A&P geforderten Baupreis aber nicht kostendeckend gearbeitet werden konnte, wurden keine weiteren Lizenzen erworben. Ende der 1970er Jahre konnten keine Neubauaufträge mehr gewonnen werden. Die beiden letzten Neubauten aus Dundee waren 1979 die beiden für polnische Rechnung erstellten Minibulker Koscierzyna und Bytom.
1981 schloss die Werft. Die Caledon-Ausrüstungspiers wurden von der Hafenbehörde (Dundee Port Authority) übernommen und zum Ladungsumschlag genutzt.